# Effet mémoire

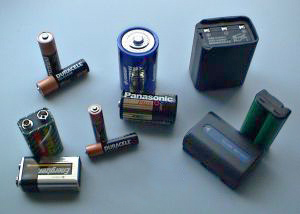
L'effet mémoire est un phénomène qui affecte la capacité de certains accumulateurs

 (septembre 2012).
Si vous disposez d'ouvrages ou d'articles de référence ou si vous connaissez des sites web de qualité traitant du thème abordé ici, merci de compléter l'article en donnant les références utiles à sa vérifiabilité et en les liant à la section « Notes et références ».
L'effet mémoire est un phénomène physico-chimique affectant les performances des accumulateurs électriques s'ils ne sont pas complètement déchargés avant d’être rechargés.

## Technologies concernées
L'effet mémoire concerne principalement les technologies Ni-Cd (nickel-cadmium) et NiMH (nickel-hydrure métallique). 
Bien que la plupart des fabricants prétendent que les accumulateurs NiMH n'y sont pas sujets, des exemples peuvent être trouvés dans la littérature.
Les batteries plomb-acide ou à base de lithium (comme les batteries Li-ion) sont moins sensibles à l'effet mémoire qui reste néanmoins présent ; on peut par conséquent recharger ces batteries sans les avoir préalablement déchargées entièrement, en attendant suffisamment après un cycle de charge.

## Manifestation de l'effet mémoire
L'effet mémoire entraîne une diminution de la quantité d'énergie que l'accumulateur peut restituer, avec pour conséquence une diminution de la capacité nominale de l'accumulateur. 
L'accumulateur ne peut plus se décharger comme à l'origine. Il donne l'impression de pouvoir stocker moins d'énergie, mais en réalité, c'est davantage la restitution qui pose un problème : l'énergie n'est simplement plus accessible de la même façon en raison de l'effet mémoire.
On peut faire l'analogie avec le réservoir d'un véhicule dont on ne pourrait plus pomper le carburant jusqu'au fond. Avec un tel réservoir et la même quantité de carburant, on ne pourra plus parcourir la même distance qu'avec un système de pompage en bon état.

## Découverte de l'effet mémoire
Historiquement, cet effet a été découvert par la NASA avec les satellites.
Les satellites rechargent leurs accumulateurs à l'aide de capteurs solaires. Certains satellites passent d'un endroit éclairé à un endroit sombre à intervalles très réguliers. Leurs accumulateurs se chargent et se déchargent toujours de la même façon. Après un certain nombre de ces cycles réguliers, ils ne peuvent plus se décharger au-delà de la valeur à laquelle ils ont été habitués. L'accumulateur a « enregistré » ce niveau de décharge, d'où le nom « effet mémoire ».
Dans la vie courante, cette situation se rencontre essentiellement lorsque les décharges successives sont arrêtées exactement au même niveau de capacité. Ce n'est pas le cas le plus courant, mais il peut se rencontrer notamment sur les téléphones portables, le matériel de bricolage électro-portatif, et autres, que certains utilisateurs ont tendance à laisser se décharger complètement et régulièrement. Les nouvelles technologies de batterie, telle que li-ion, ont apporté une solution à ces besoins fonctionnels.

## Description de l'effet mémoire
Le problème apparaît après quelque temps d'utilisation des accumulateurs, soit lorsque tous les cycles de décharge sont identiques (exemple : décharge pendant dix heures à C⁄20, recharge complète, répété de nombreuses fois), ou ce qui revient sensiblement au même, dans des appareils munis d'une détection de la tension d'alimentation. Cette détection est destinée à provoquer l'arrêt de l'appareil, lorsque les accumulateurs sont censés être vides. Cette sécurité est nécessaire au bon fonctionnement de l'appareil lui-même et évite aussi la destruction irréversible des accumulateurs par décharge profonde, mais elle intervient alors que les accumulateurs ne sont pas complètement vides et toujours à la même valeur de décharge.
Un accumulateur de batterie Ni-Cd possède une électrode composée de petits cristaux de cadmium. Dans certaines conditions, on observe un accroissement de la taille des cristaux. Cet agrandissement diminue la surface de contact entre l'électrode et l'électrolyte ce qui provoque une baisse de tension de la partie dégradée et augmente la résistance interne de l'accumulateur. Alors que la tension nominale du Ni-Cd est de 1,2 V/élément, cette structure dégradée présente une tension nominale plus basse, d'environ 1,08 V/élément.
Lors de l'utilisation, le résultat est que chaque élément d'accumulateur réagit comme s'il comportait deux parties distinctes, une partie normale à 1,2 V et une partie à 1,08 V dégradée. L'énergie sera d'abord prélevée dans la partie présentant la tension la plus élevée, lorsque cette partie sera presque vide, on viendra alors puiser aussi dans la partie dégradée, le seuil de tension passera alors brutalement de 1,2  à   1,08 V/élément. Ce changement crée une discontinuité dans la courbe de décharge de l'accumulateur, la tension passe rapidement sous le seuil minimum de fonctionnement de l'appareil et provoque l'arrêt de ce dernier et donc stoppe la décharge.
Vu de l'utilisateur comme de l’appareil, on peut croire à une perte de capacité; en fait le reste de la capacité est toujours disponible, mais avec une tension inférieure qui n'est pas exploitable aussi facilement. 
On observe notamment ce phénomène dans les cas suivants :
- Lors des décharges partielles identiques suivies d'une recharge complète, cycles répétés de l'accumulateur : il apparaît une différence de structure entre la partie chargée puis déchargée et la partie jamais déchargée ;
- Lors de la charge régulière d'une batterie à base de nickel avec un chargeur inadapté : la charge terminée, la batterie reçoit un courant d'entretien supposé compenser l'auto-décharge. Malheureusement, après un certain temps, ce courant d'entretien engendre la dégradation progressive des éléments de l'accumulateur par cristallisation localisée de l'électrolyte. Après une décharge partielle et une recharge complète, le chargeur recommence en injectant à nouveau le courant d'entretien, altérant encore davantage le couple Ni-Cd.

L'appareil ou le chargeur, ne vidant jamais l'accumulateur jusqu'à son seuil minimal, participent à une augmentation successive de la partie dégradée. Cette structure altérée est normale et fait partie du fonctionnement de l'accumulateur.

## Récupérer une batterie qui a un effet mémoire
En branchant une batterie affectée du problème sur un système de décharge approprié (déchargeur), destiné à la vider jusqu'au seuil minimum de 1 V/élément, la partie de la capacité qui a une « mauvaise » tension nominale sera restaurée.
Il pourra alors être procédé à la recharge de la batterie qui retrouvera une grande partie de sa performance.
Ces opérations doivent être effectuées avec du matériel adapté et avec précaution. Tous les accumulateurs électriques sont dangereux : ils peuvent s'échauffer, prendre feu, voire exploser et provoquer des dommages corporels graves. Il vaut mieux acheter un déchargeur de batterie adapté plutôt que de prendre le risque de détruire la batterie en faisant descendre dangereusement sa tension en dessous de 1 V.

## Chargeurs adaptés
Les chargeurs modernes et de qualité, spécifiques à la technologie Ni-Cd, permettent de s'affranchir de l'effet dit « mémoire », grâce à leurs fonctions de pré-décharge et de charge « intelligentes » ainsi qu'à leur détection de fin de charge correcte. 
Un chargeur « intelligent » comporte généralement la mention « détection ΔV » ou équivalent.